# Christian E.O. Jensen
Christian Erasmus Otterstrøm Jensen (født 11. juni 1859 i Store Kværn, død 4. oktober 1941 i Hellerup) var en dansk apoteker, botaniker og bryolog. Han bestyrede fra 1886 til 1917 apoteket i Hvalsø, hvorfra han i de nærliggende Bidstrup Skove kunne undersøge de mange forskellige mosarter. Han var elev af Eugen Warming og anses i dag international internationalt for en stor forsker inden for Danmarks og Færøernes mosarter.

## Andet
Standard auktorbetegnelse for arter beskrevet af Christian E.O. Jensen: C.E.O.Jensen.

## Udvalgte bøger
- Jensen, C. (1885): Mosser fra Novaia Zemlia, samlede paa Dijmphna Expeditionen 1882-83 af Th. Holm i: Dijmphna-Togtets zoologiske-botaniske udbytte. København.
- Jensen, C. (1915–1923): Danmarks Mosser - Eller beskrivelse af de i Danmark med Færøerne fundne bryofyter. København, Gyldendalske Boghandel/Nordisk Forlag.
  - 1. Hepaticales, Anthocerotales og Sphagnales, 317 pp.
  - 2. Andreæales og Bryales, 569 pp.
- Jensen, C. (1909): Musci asiae borealis: Beschreibung der von schwedischen Expeditionen nach Sibirien in den Jahren 1875 und 1876 gesammelten Moose mit Berücksichtigung aller früheren bryologischen Angaben für das russische Nord-Asien. Dritter Teil: Torfmoose. Kungliga Svenska Vetenskapsakademiens Handlingar, Vol. 44, No. 5.
- Jensen, C. (1911): Floristik fra Allindelille Fredskov  i: Biologiske Arbejder tilegnede Eugen Warming paa hans 70 Aars Fødselsdag den 3. November 1911. København, Hagerup.